# Breda M38
La Breda M38 era una ametralladora italiana para tanques empleada en la Segunda Guerra Mundial. Se la podía instalar en los tanques y vehículos blindados disponibles: Fiat L6/40, Fiat M11/39, M13/40, L3/35, Autoblinda AB40 / AB41 y Lancia Lince. También fue adaptada como ametralladora de infantería.   

## Desarrollo

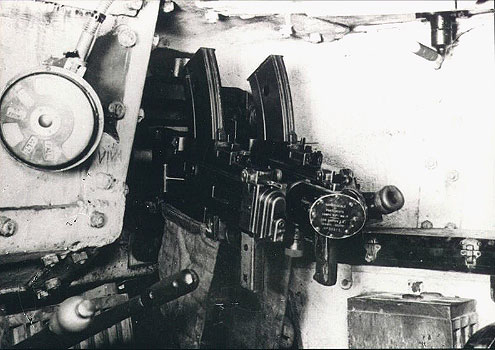
Afuste doble con dos Breda M38 a bordo de un tanque M13/40.

Los italianos también la adaptaron para su empleo como ametralladora de infantería. Para este fin, la ametralladora era montada sobre un trípode mediante un adaptador, siendo equipada con un alza temporal en el lado derecho del cajón de mecanismos y un punto de mira temporal en el lado derecho de la boca del cañón. Estos mecanismos de puntería temporales reemplazaban a la mira óptica empleada cuando iba montada a bordo del tanque. 

## Detalles de diseño
La Breda M38 es accionada por los gases del disparo, enfriada por aire y alimentada desde un cargador, además de tener un cañón de cambio rápido. Sus características operativas son simples y es sumamente fácil de desarmar. El cañón es lo suficientemente pesado (5 kg) para permitirle disparar ráfagas largas sin que se sobrecaliente. 